# アルバー
アルバー（アルバール、フランス語: Arbar）はフランス生まれの競走馬及び種牡馬である。
マルセル・ブサックにより生産・所有された。兄弟に凱旋門賞馬カラカラなどがいる良血馬であり、アスコットゴールドカップなど長距離戦で活躍した。種牡馬としてはグランクリテリウム優勝馬アブドスなどを出した。

## 出自
アルバーはノルマンディーのマルセル・ブサック所有のフレズネイ＝ル＝ビュファール牧場（英語: Haras de Fresnay-le-Buffard）で生産された。
父ジェベルは、1940年の英2000ギニーや1942年の凱旋門賞などを制したブサックの代表的な生産馬。アルバーはジェラルやクラリオンと同じくジェベルの初年度産駒であった。
母アストロノミーは成功した繁殖牝馬で、アルバーの他にカドラン賞4連覇など27戦17勝のマルシャス、パリ大賞・アスコットゴールドカップ・凱旋門賞など8戦8勝のカラカラ、英オークス馬アスメナなどを産んでいる。
なお、アルバーが生まれた当時のイギリスでは、ジャージー規則によりレキシントンなどのジェネラルスタッドブックに遡れない馬の血を引く馬は半血種扱いされていた。そのため父父トウルビヨンの子孫が活躍し、規則が撤廃される1949年まではアルバーもサラブレッドとして認められていなかった。
アルバーはブサック所有馬として、ジェベル、マルシャス、カラカラ、コロネーション、ガルカドールなどと同じようにシャンティイの元騎手シャルル・センブラのもとで調教された。

## 競走馬時代
競走馬デビューは3歳となった1947年であり、フランス国内で3勝。秋にはセントレジャーステークスに出走し、サヤジラオに頭差及ばず2着となったが、3着馬で後に凱旋門賞馬となるミゴリには3馬身差をつけていた。1か月後、再びイギリスのキングジョージ6世ステークス（2マイル）に出走すると、3頭のライバルを打ち破り重賞初勝利をあげた。
翌1948年は5月にロンシャンのジャンプラ賞（3000メートル）で勝利すると、カドラン賞（4000メートル）でもベルギーのチャンピオンホース・バイユー (Bayeux) を破って優勝した。6月にはアスコットゴールドカップにフランスを代表する馬として出走。4馬身差で楽勝して兄弟制覇を達成し、ヨーロッパ最強ステイヤーと評価された。7月にはグッドウッドカップに出走し、フェデリコ・テシオのテネラニと対決したが、暑さの中落ち着きを欠き、残り5ハロンで故障を発生させると、テネラニに1馬身半差をつけられて敗れ、そのまま競走馬引退となった。

## おもな産駒
- Arbencia (FR,1954,鹿毛) - 1957年 ヴェルメイユ賞
- Abdos (FR,1959,黒鹿毛) - 1961年 グランクリテリウム
- アーコー (FR,1959,鹿毛) - 1962年 コンセイユミュニシパル賞
- Astana (FR,1956,鹿毛) - 1960年 コンセイユミュニシパル賞
- Argal (FR,1954,鹿毛) - 1958年 モーリスドニュイユ賞
- Artania (GB,1959,鹿毛) - 1963年 フィユドレール賞
- Amora (GB,1951,栗毛) - 1954年 チェシャーオークス

## 血統
| アルバーの血統  | アルバーの血統                             | アルバーの血統                             | （血統表の出典）                           | （血統表の出典） |
| 父系            | ジェベル系                                 | ジェベル系                                 | ジェベル系                                 | [ § 2 ]          |
| 父 Djebel       | 父の父Tourbillon                           | Ksar                                       | Bruleur                                    | Bruleur          |
| 父 Djebel       | 父の父Tourbillon                           | Ksar                                       | Kizil Kourgan                              |                  |
| 父 Djebel       | 父の父Tourbillon                           | Durban                                     | Durbar                                     | Durbar           |
| 父 Djebel       | 父の父Tourbillon                           | Durban                                     | Banshee                                    |                  |
| 父 Djebel       | 父の母Loika                                | Gay Crusader                               | Bayardo                                    | Bayardo          |
| 父 Djebel       | 父の母Loika                                | Gay Crusader                               | Gay Laura                                  |                  |
| 父 Djebel       | 父の母Loika                                | Coeur a Coeur                              | Teddy                                      | Teddy            |
| 父 Djebel       | 父の母Loika                                | Coeur a Coeur                              | Ballantrae                                 |                  |
| 母 Astronomie   | 母の父Asterus                              | Teddy                                      | Ajax                                       | Ajax             |
| 母 Astronomie   | 母の父Asterus                              | Teddy                                      | Rondeau                                    |                  |
| 母 Astronomie   | 母の父Asterus                              | Astrella                                   | Verdun                                     | Verdun           |
| 母 Astronomie   | 母の父Asterus                              | Astrella                                   | Saint Astra                                |                  |
| 母 Astronomie   | 母の母Likka                                | Sardanapale                                | Prestige                                   | Prestige         |
| 母 Astronomie   | 母の母Likka                                | Sardanapale                                | Gemma                                      |                  |
| 母 Astronomie   | 母の母Likka                                | Diane Mallory                              | Nimbus                                     | Nimbus           |
| 母 Astronomie   | 母の母Likka                                | Diane Mallory                              | Ferula                                     |                  |
| 母系(F-No.)     | 9号族(FN:9-e)                              | 9号族(FN:9-e)                              | 9号族(FN:9-e)                              | [ § 3 ]          |
| 5代内の近親交配 | Teddy: 4×3, Bay Ronald: 5×5, Rabelais: 5×5 | Teddy: 4×3, Bay Ronald: 5×5, Rabelais: 5×5 | Teddy: 4×3, Bay Ronald: 5×5, Rabelais: 5×5 | [ § 4 ]          |
| 出典            | 1. 2. 3. 4.                                | 1. 2. 3. 4.                                | 1. 2. 3. 4.                                | 1. 2. 3. 4.      |